# Internationales Pfingstsportfest Rehlingen 2021
Das 56. Internationale Pfingstsportfest Rehlingen war eine Leichtathletik-Veranstaltung, die am 23. Mai 2021 im Bungertstadion im saarländischen Rehlingen-Siersburg stattfand. Die Veranstaltung war Teil der World Athletics Continental Tour und zählte zu den Bronze-Meetings, der dritthöchsten Kategorie dieser Leichtathletik-Serie.

## Resultate

### Männer

#### 400 m
| Platz | Athlet            | Land | Zeit (s) |
| ----- | ----------------- | ---- | -------- |
| 1     | Ricky Petrucciani | SUI  | 45,90    |
| 2     | Thomas Jordier    | FRA  | 46,92    |
| 3     | Terrence Agard    | NED  | 46,94    |
| 4     | Johannes Trefz    | GER  | 47,02    |
| 5     | Fabian Dammermann | GER  | 47,48    |
| 6     | Ben Zapka         | GER  | 47,76    |
| 7     | Henrik Krause     | GER  | 47,78    |
| 8     | Max Tank          | GER  | 47,88    |
| 9     | Arne Leppelsack   | GER  | 48,00    |
| 10    | Jonas Breitkopf   | GER  | 48,40    |

#### 800 m
| Platz | Athlet               | Land | Zeit (min) |
| ----- | -------------------- | ---- | ---------- |
| 1     | Michał Rozmys        | POL  | 1:47,02    |
| 2     | Eliott Crestan       | BEL  | 1:47,10    |
| 3     | Renaud Rosiere       | FRA  | 1:47,51    |
| 4     | Balázs Vindics       | HUN  | 1:47,87    |
| 5     | Christian von Eitzen | GER  | 1:47,89    |
| 6     | Robin Oester         | GER  | 1:49,76    |
| 7     | Jonas Schöpfer       | SUI  | 1:53,97    |
|       | Khaled Benmahdi      | ALG  | DNF (Pace) |

#### 1500 m
| Platz       | Athlet          | Land       | Zeit (min) |
| ----------- | --------------- | ---------- | ---------- |
| 1           | Abel Kipsang    | KEN        | 3:36,62    |
| 2           | Charles Grethen | LUX        | 3:37,03    |
| 3           | Robert Farken   | GER        | 3:37,41    |
| 4           | Filip Sasínek   | CZE        | 3:38,14    |
| 5           | István Szögi    | HUN        | 3:38,92    |
| 6           | Johan Rogestedt | SWE        | 3:39,03    |
| 7           | Marc Tortell    | GER        | 3:39,14    |
| 8           | Quentin Tison   | FRA        | 3:39,48    |
| 9           | Simon Denissel  | FRA        | 3:39,72    |
| 10          | Mohamed Mohumed | GER        | 3:39,99    |
| 11          | Boaz Kiprugut   | KEN        | 3:42,34    |
| 12          | Tom Elmer       | SUI        | 3:44,12    |
| 13          | Marvin Heinrich | GER        | 3:46,01    |
|             | Omar Jammeh     | GAM        | DNF (Pace) |
| Julien Ranc | FRA             | DNF (Pace) |            |

#### 400 m Hürden
| Platz | Athlet                | Land | Zeit (s) |
| ----- | --------------------- | ---- | -------- |
| 1     | Joshua Abuaku         | GER  | 50,46    |
| 2     | Dany Brand            | SUI  | 51,25    |
| 3     | Emil Agyekum          | GER  | 51,31    |
| 4     | Luke Campbell         | GER  | 51,80    |
| 5     | Creve Armando Machava | MOZ  | 52,81    |
| 6     | Nicolai Hartling      | DEN  | 53,18    |
| 7     | Tibor Koroknai        | HUN  | 53,32    |
| 8     | Alfredo Sepúlveda     | CHI  | 54,71    |

#### 3000 m Hindernis
| Platz               | Athlet             | Land       | Zeit (min) |
| ------------------- | ------------------ | ---------- | ---------- |
| 1                   | Frederik Ruppert   | GER        | 8:28,28    |
| 2                   | Mitko Zenow        | BUL        | 8:32,31    |
| 3                   | Patrick Karl       | GER        | 8:34,04    |
| 4                   | Barnabas Kipyego   | KEN        | 8:36,90    |
| 5                   | Ala Zoghlami       | ITA        | 8:38,57    |
| 6                   | Jens Mergenthaler  | GER        | 8:39,59    |
| 7                   | Solomon Napoleon   | SWE        | 8:48,17    |
|                     | Willberforce Kones | KEN        | DNF (Pace) |
| Abdelaziz Merzougui | ESP                | DNF (Pace) |            |

#### Hochsprung
| Platz | Athletin           | Land | Höhe (m) |
| ----- | ------------------ | ---- | -------- |
| 1     | Juozas Baikštys    | LTU  | 2,27 PB  |
| 2     | Edgar Rivera       | MEX  | 2,24     |
| 3     | Norbert Kobielski  | POL  | 2,24     |
| 4     | Douwe Amels        | NED  | 2,24     |
| 5     | Sylwester Bednarek | POL  | 2,15     |
| 6     | Thomas Carmoy      | BEL  | 2,15     |
| 7     | Mateusz Przybylko  | GER  | 2,15     |
| 7     | Falk Wendrich      | GER  | 2,15     |
| 9     | Tobias Potye       | GER  | 2,10     |

#### Stabhochsprung
| Platz         | Athletin             | Land | Höhe (m) |
| ------------- | -------------------- | ---- | -------- |
| 1             | Bo Kanda Lita Baehre | GER  | 5,70     |
| 2             | Rutger Koppelaar     | NED  | 5,70     |
| 3             | Oleg Zernikel        | GER  | 5,60     |
| 4             | Philip Kass          | GER  | 5,50     |
| 5             | Matwej Wolkow        | BLR  | 5,50     |
| 6             | Raphael Holzdeppe    | GER  | 5,50     |
| 7             | Torben Blech         | GER  | 5,40     |
| 7             | Adrián Vallés        | ESP  | 5,25     |
| 9             | Thibaut Collet       | FRA  | 5,30     |
| 10            | Mathieu Collet       | FRA  | 5,30     |
|               | Dominik Alberto      | SUI  | NH       |
| Robert Sobera | POL                  | NH   |          |

#### Kugelstoßen
| Platz | Athlet        | Land | Weite (m) |
| ----- | ------------- | ---- | --------- |
| 1     | Bob Bertemes  | LUX  | 21,71     |
| 2     | Andrei Toader | ROU  | 20,51     |
| 3     | Franck Elemba | CGO  | 19,47     |
| 4     | Jan Jeuschede | GER  | 19,03     |
| 5     | Valentin Moll | GER  | 18,97     |
| 6     | Tobias Dahm   | GER  | 18,91     |
| 7     | Eric Maihöfer | GER  | 18,67     |

#### Diskuswurf
| Platz | Athlet            | Land | Weite (m) |
| ----- | ----------------- | ---- | --------- |
| 1     | Mauricio Ortega   | COL  | 63,62     |
| 2     | Philip Milanov    | BEL  | 63,42     |
| 3     | Piotr Małachowski | POL  | 62,13     |
| 4     | Robert Urbanek    | POL  | 61,67     |
| 5     | János Huszák      | HUN  | 59,95     |

### Frauen

#### 800 m
| Platz | Athlet                | Land | Zeit (min) |
| ----- | --------------------- | ---- | ---------- |
| 1     | Lovisa Lindh          | SWE  | 2:02,46    |
| 2     | Katharina Trost       | GER  | 2:02,63    |
| 3     | Noélie Yarigo         | BEN  | 2:03,38    |
| 4     | Tanja Spill           | GER  | 2:03,56    |
| 5     | Angelika Sarna        | POL  | 2:04,04    |
| 6     | Sarah Schmidt         | GER  | 2:04,90    |
| 7     | Renée Eykens          | BEL  | 2:05,58    |
| 8     | Eglay Nafuna Nalyanya | KEN  | 2:05,80    |
| 9     | Jana Reinert          | GER  | 2:06,00    |
| 10    | Eleonora Vandi        | ITA  | 2:12,43    |
|       | Souliath Saka         | BEN  | DNF (Pace) |

#### 1500 m
| Platz | Athlet              | Land | Zeit (min) |
| ----- | ------------------- | ---- | ---------- |
| 1     | Josephine Kiplangat | KEN  | 4:10,58    |
| 2     | Aurore Fleury       | FRA  | 4:10,61    |
| 3     | Christina Hering    | GER  | 4:11,08    |
| 4     | Britt Ummels        | NED  | 4:12,22    |
| 5     | Vera Coutellier     | GER  | 4:12,32    |
| 6     | Claire Palou        | FRA  | 4:12,74    |
| 7     | Lindsey De Grande   | BEL  | 4:14,10    |
| 8     | Majtie Kohlberg     | GER  | 4:16,37    |
| 9     | Edinah Jebitok      | KEN  | 4:22,86    |
| 10    | Nele Weßel          | GER  | 4:23,33    |
| 11    | Vera Hoffmann       | LUX  | 4:26,73    |
|       | Charlotte Mouchet   | FRA  | DNF (Pace) |

#### 3000 m Hindernis
| Platz | Athlet                | Land | Zeit (min) |
| ----- | --------------------- | ---- | ---------- |
| 1     | Irene van der Reijken | NED  | 09:33,83   |
| 2     | Elena Burkard         | GER  | 09:35,92   |
| 3     | Lea Meyer             | GER  | 09:37,88   |
| 4     | Eline Dalemans        | NED  | 09:59,69   |
| 5     | Lucie Sekanová        | GER  | 10:08,06   |
| 6     | Kerry O’Flaherty      | IRL  | 10:13,96   |
| 7     | María José Pérez      | ESP  | 10:18,15   |
| 8     | Paula Schneiders      | GER  | 10:19,15   |

#### Hochsprung
| Platz | Athletin                   | Land | Weite (m) |
| ----- | -------------------------- | ---- | --------- |
| 1     | Marie-Laurence Jungfleisch | GER  | 1,88      |
| 2     | Julija Tschumatschenko     | UKR  | 1,88      |
| 3     | Imke Onnen                 | GER  | 1,88      |
| 4     | Oksana Okunjewa            | UKR  | 1,84      |
| 4     | Bianca Stichling           | GER  | 1,84      |
| 6     | Solène Gicquel             | FRA  | 1,84      |
| 7     | Christina Honsel           | GER  | 1,80      |
| 8     | Alexandra Plaza            | GER  | 1,80      |

#### Stabhochsprung
| Platz      | Athletin              | Land | Weite (m) |
| ---------- | --------------------- | ---- | --------- |
| 1          | Femke Pluim           | NED  | 4,35      |
| 2          | Fanny Smets           | BEL  | 4,25      |
| 3          | Ria Möllers           | GER  | 4,25      |
| 4          | Katharina Bauer       | GER  | 4,10      |
| 5          | Ella Buchner          | GER  | 4,10      |
| 6          | Margot Chevrier       | FRA  | 4,10      |
| 7          | Stefanie Berndorfer   | GER  | 4,10      |
| 8          | Leni Freyja Wildgrube | GER  | 4,10      |
|            | Marion Lotout         | FRA  | NH        |
| Lisa Ryzih | GER                   | NH   |           |

#### Speerwurf
| Platz | Athletin          | Land | Weite (m) |
| ----- | ----------------- | ---- | --------- |
| 1     | Christin Hussong  | GER  | 66,96     |
| 2     | Victoria Hudson   | AUT  | 57,21     |
| 3     | Jana Marie Lowka  | GER  | 54,95     |
| 4     | Julia Ulbricht    | GER  | 54,70     |
| 5     | Haruka Kitaguchi  | JPN  | 54,69     |
| 6     | Lisanne Schol     | NED  | 52,96     |
| 7     | Noémie Pleimling  | LUX  | 51,49     |
| 8     | Christine Winkler | GER  | 50,30     |
| 9     | Lilly Gerhard     | GER  | 39,87     |